# LogFS
LogFS — файловая система для Linux, оптимизированная для быстрого монтирования флеш-накопителей большого объёма. Основной разработчик — Jörn Engel.

## Описание
Создание LogFS было продиктовано трудностями JFFS2 при работе с большими Flash-накопителями. LogFS сохраняет индексный дескриптор дерева на диске, а JFFS2 этого не делает, что требует сканирования всего диска при монтировании и кэширования всего дерева в оперативной памяти. Для больших дисков сканирование может занять несколько десятков секунд, а дерево может занять значительное количество оперативной памяти. LogFS позволяет избежать этих издержек, но выполняет больше работы, в то время как система работает и использует некоторое пространство диска для хранения индексных дескрипторов дерева.
LogFS сохраняет индексные дескрипторы файлов дерева на диске, а значит, при записи в файл каждый родительский узел в дереве должен быть переписан. Самые нижние узлы в дереве (т. е. данные) записываются первыми, каждый узел записывается по восходящей к корню дерева, пока корневой индексный дескриптор не будет обновлен. Запись корня в последнюю очередь обеспечивает атомарность обновления.
Блок Flash-памяти является единицей стирания и, как правило, больше, чем блок файловой системы. LogFS обрабатывает это несоответствие путём упаковки нескольких блоков файловой системы в один блок Flash-памяти. Когда все блоки файловой системы, входящие в блок Flash-памяти, перемещены или удалены, блок Flash-памяти можно стирать и использовать для новых данных.

## Текущее состояние
По состоянию на ноябрь 2008 года LogFS была достаточно зрелой, чтобы пройти весь набор тестов, после чего была включена в основную ветвь ядра Linux, в версии 2.6.34 выпущенном 16 мая 2010 года, и помечена как «экспериментальная».
Свежие исходные коды LogFS доступны на GitHub.